# Gertrude Guillaume-Schack

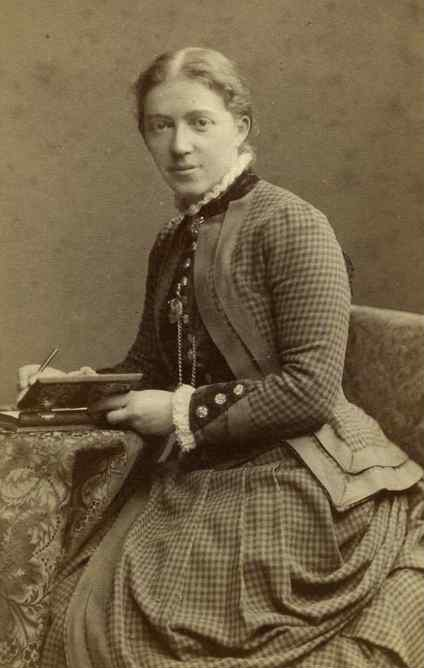
Gertrud Schack von Wittenau, um 1867

Gertrud Guillaume-Schack

Gertrude Guillaume-Schack (* 9. November 1845 in Uschütz, Schlesien; † 20. Mai 1903 in Surbiton, Großbritannien) war eine Aktivistin der Internationalen Arbeiter-Assoziation (Zweite Internationale) und engagierte Frauenrechtlerin; der Schwerpunkt ihrer Tätigkeit lag in Deutschland, wo sie üblicherweise Gertrud Guillaume-Schack heißt.

## Leben
Gertrud Gräfin Schack von Wittenau heiratete 1877 in Les Verrières im Kanton Neuenburg den Künstler Édouard Guillaume, Bruder des Anarchisten James Guillaume und ging mit ihm nach Paris. Nach 2 Jahren ließ sie sich scheiden und kehrte nach Deutschland zurück. Dort gründete sie am 7. März 1880 einen „Deutschen Kulturbund“, als Filiale der internationalen abolitionistischen Föderation, die fünf Jahre zuvor von Josephine Butler gegründet worden war. Josephine Butler war die Leitfigur der Ladies’ National Organisation, die sich gegen die britischen Contagious Diseases Acts wendete, einer Gesetzgebung, die die bestehende sexuelle Doppelmoral zementierte. Der Kulturbund führte viele Veranstaltungen durch, auf denen Gertrud Guillaume als erste Frau öffentlich und vor zahlreichem Publikum, insbesondere Arbeiterinnen, über Sexualität und „Sittenwidriges“ sprach und das Elend von Prostituierten thematisierte. Die Sittenpolizei verbot oft ihre Veranstaltungen wegen „Erregung öffentlichen Ärgernisses“. Da sie immer stärker den Zusammenhang zwischen weiblicher Armut und Prostitution betonte, näherte sie sich der SPD an, in der August Bebel ähnliches ansprach.
Guillaume-Schack gründete in den Jahren 1886 und 1887 in St. Gallen, Winterthur, Zürich, Bern und Basel den Verein zur Vertretung der Interessen der Arbeiterinnen, welcher die Interessen von Arbeiterinnen aus Dienstleistungsberufen (Dienstmädchen, Wäscherinnen, Glätterinnen, Putzfrauen, Heimarbeiterinnen etc.) wahrnehmen sollte. In Deutschland passierte auf ihre Initiative hin ähnliches, wobei wegen der politischen Unterdrückung auf Tarnvereine zurückgegriffen wurde. So entstand in Offenbach eine Central-Kranken- und Begräbniskasse für Frauen und Mädchen in Deutschland. Ende 1885 hatte diese Kasse über 15.000 Mitglieder in 166 Filialen. Trotz mancher Rückschläge bleibt die Kasse erhalten. Nach der Unterdrückung der Arbeiterinnenvereine blieb sie das einzige überregionale organisatorische Band für Arbeiterinnen.
1883 richtete sie eine Petition an den deutschen Reichstag, die Regulierung der Prostitution als eine mit der hohen Aufgabe des Staates unvereinbare Einrichtung abzuschaffen.
1885 rief Guillaume-Schack in Offenbach am Main die Zeitschrift Die Staatsbürgerin für die Mitglieder der Kasse ins Leben; doch schon nach sechs Monaten wurde dieses Periodikum amtlicherseits „wegen Aufreizung zum Klassenhaß“ verboten. Nach dem Verbot der Zeitung werden Rundschreiben herausgegeben. Die Zeitung veröffentlichte statistisches Material über die Lage der Arbeiterinnen, Fragebogen und Ergebnisse der Umfragen, aber auch Romane. Die Gräfin polemisierte hierin scharf gegen das im Reichstag und auch in der SPD geplante Verbot bzw. die Einschränkung von Frauenarbeit. Als sie immer öfter verurteilt und schließlich aus Deutschland aufgrund der Sozialistengesetze, des „Gesetzes gegen die gemeingefährlichen Bestrebungen der Sozialdemokratie“, ausgewiesen wurde, ging sie nach London. Zwischen Juni 1885 und Januar 1887 stand sie im brieflichen Verkehr mit Friedrich Engels.
Dort schloss sie sich 1887 für drei Jahre der Socialist League an. Außerdem war sie auch für andere radikale Organisationen tätig. In ihren letzten Lebensjahren wurde sie Mitglied der theosophischen Bewegung in London.
Im Alter von 58 Jahren starb Guillaume-Schack 1903 in Surbiton, Großbritannien.

## Werke
- Ein Wort zur Sittlichkeitsfrage. Vortrag, gehalten zu Berlin am 14. Mai 1880. Dollfuss, Berlin 1881 (Die öffentliche Sittlichkeit, Heft 1) (4. Aufl., 1881) Digitalisat
- Ueber unsere sittlichen Verhältnisse und die Bestrebungen und Arbeiten des Britisch-Continentalen und Allgemeinen Bundes. Vortrag von Guillaume-Schack am 23. März 1882 in Darmstadt, gehalten und von der Polizeibehörde daselbst verboten. Dollfuss, Berlin 1882 Enthält: Der Prozeß zu Darmstadt gegen Frau Guillaume-Schack. Stenographischer Bericht Digitalisat
- Hrsg.: Die Staatsbürgerin. Organ für die Interessen der Arbeiterinnen und der Central-Kranken- und Begräbnißkasse für Frauen und Mädchen in Deutschland. C. Ulrich, Offenbach 1886 Nummer 1–24, 3. Januar 1886 bis 13. Juni 1886.

## Archiv
- Guillaume-Schack-Archiv im  Internationaal Instituut voor Sociale Geschiedenis (IISG) der Koninklijke Nederlandse Akademie van Wetenschappen in Amsterdam

## Nachweise
1. ↑  deutsche Übersetzung des Zs-Titels „La Citoyenne“, 1881–1891 hg. von Hubertine Auclert, der Schöpferin des Begriffs „Feminismus“ als Gegensatz zum „Maskulinismus“ der die Dritte Französische Republik prägte
2. ↑  Es sind insgesamt zehn Briefe von ihr an Engels im [IISG] in Amsterdam vorhanden, sowie ein Briefkonzept von Engels an sie (Entwurf um den 5. Juli 1885). Gedruckt in: Marx-Engels-Werke. Band 36, S. 341.